# 차경애
차경애(車慶愛, 1963년 ~ )는 대한민국 KBS부산방송총국의 아나운서이다.

## 학력
- 성균관대학교 불어불문학과 졸업

## 경력
- 1985년 ~ : KBS 11기 공채 아나운서
- 1991년 ~ : KBS 부산방송총국 아나운서

## 진행

### TV
- KBS 뉴스 930 부산
- 아침마당 부산
- 신나는 날 즐거운 날

### 라디오
- KBS 부산 제1라디오 부산 정보센터
- KBS 부산 제1라디오 정오종합뉴스
- 생생 3도
- 가정음악실
- 부산전망대